# Montagu Towneley-Bertie (13e comte de Lindsey)
Montagu Henry Edmund Cecil Towneley-Bertie, 13e comte de Lindsey et 8e comte d'Abingdon (2 novembre 1887 - 11 septembre 1963), appelé Lord Norreys entre 1919 et 1928 et connu sous le titre de 8e comte d'Abingdon à partir de 1928, est un pair anglais.

## Biographie
Towneley-Bertie est le fils de Montagu Charles Francis Towneley-Bertie, de Lord Norreys et de Rose Riversdale Glyn. Son père meurt en 1919, du vivant de son grand-père, et Towneley-Bertie est par la suite appelé Lord Norreys jusqu'à ce qu'il succède à son grand-père, Montagu Bertie (7e comte d'Abingdon), en tant que comte d'Abingdon le 10 mars 1928.
Il est administrateur familial du British Museum et grand intendant d'Abingdon. À la mort le 2 janvier 1938 de son parent, Montague Bertie (12e comte de Lindsey), un lointain cousin, il lui succède en tant que 13e comte de Lindsey. À sa mort en 1963, il est remplacé dans ses titres par son demi-cousin, Richard Bertie (14e comte de Lindsey).
Il fait partie du conseil d'administration de l'école Abingdon de 1928 à 1949 et est président des gouverneurs de 1935 à 1937.

## Famille
Il épouse Elizabeth ("Bettine") Valetta Montagu-Stuart-Wortley, fille du major-général Edward James Montagu-Stuart-Wortley et Violet Hunter Guthrie, le 11 août 1928. Le couple reste sans enfant. Lorsque la comtesse est décédée en 1978, elle laisse tous ses biens - d'une valeur de plus de 1,5 million de livres sterling - à son amie de toujours, Joyce, l'épouse du rédacteur en chef de la télévision de la BBC, Tahu Hole. Ils sont ensuite légués au Victoria and Albert Museum. Le couple est enterré au cimetière de Brookwood.